# قضية ندى الأهدل
قضية ندى الأهدل ناشطة حقوقية بدأت في يوليو 2013 عندما ظهرت فتاة يمنية بنت الأحد عشر ربيعا على شريط يوتيوب من دقيقتين
تشرح فيه الضغوط التي مارسها أهلها لإجبارها على الزواج، وتتحدث فيه عن فرارها من أهلها تجنبا لزواج قسري وشيك، الامر الذي تسبب بضجة اعلامية كبيرة، بينما اصدرت واحدة من المنظمات المحلية منظمة سياج بيانا تشكك فيه في صحة القصة وتدعي بان الطفلة تعرضت للاستغلال.
اليوم أصبحت ترأس مؤسسة ندى لحماية حقوق الطفل في اليمن ورشحت لجائزة نوبل للاطفال العالمية للعام 2018 ومولت مشروعين الأول ملاذات آمنه لمساعدة الفتيات واحلامنا تتحقق لتعليم الفتيات النازحات في اليمن للغة الإنجليزية من عائدات كتابها الذي طبع بالفرنسية والهولندية ولغات أخرى

## قضيتها
تنتمي ندى إلى عائلة بسيطة غير مقتدرة ماليا وهي تعيش في صنعاء عند عمها المتكفل برعايتها، لعائلة ندى تاريخ مع الزواج المبكر فقد تزوجت خالتها وهي بعمر أقل من 13 سنة لتنهي حياتها بان تحرق نفسها لمشاكلها الزوجية، حسب عم ندى فان أهلها قد حاولوا تزويجها وهي بعمر 10 سنين إلا ان العم استطاع تدارك الموقف ومنع ذلك، لكن يبدو ان الأب قد بيت نية التزويج مره أخرى بدون علم العم، أخذ الأب ابنته من عمها لغرض أن تزور امها واخواتها لتتفاجئ فيما بعد بأن أهلها يريدون تزويجها فقررت الفرار إلى عمها، بالفعل صباح الأحد 7-7-2013م فرت ندى إلى بيت عمهاإلا أنهالم تجده لانه كان مسافرا فاضطرت إلى الفرار برفقة امرأه إلى مدينة الحديدة حيث التقت بعمها، في تلك الاثناء قدم أهل البنت بلاغا إلى الشرطة بأن البنت قد تعرضت للخطف، قبل أن ياخذها عمها إلى مركز الشرطة لتوضيح الامر لهم، ووسط ضغوط وتهديد من منظمة سياج سلم العم ندى إلى اتحاد نساء اليمن، ليتراجع والد البنت عن الدعوى المرفوعة ضده ويتعهد امام الاعلام بان لايزوجها قبل ان تبلغ السن القانوني، وتقوم وزارة الداخلية بتسليم ندى إلى عمها بشكل رسمي

## شريط الفيديو
نشرت ندى على حسابها على الفيسبوك مقطع الفديو في 7 يوليو 2013، وفي 21 من نفس الشهر نشر معهد بحوث إعلام الشرق الأوسط الفديو لينتشر بشكل كبير وترجم للإنكليزية ليحصل على أكثر من 7 ملايين مشاهدة خلال 3 أيام ويثير انتباه وسائل اعلام عربية واجنبية وقد قالت ندى في الشريط:
(انا صح اني هربت من أهلي.. انا لا اريد ان أعيش معاهم.. اريد ان أعيش عند عمي..ايش براءة الطفولة.. اين براءة الأطفال عندما تزوجوهم كذا... انا بحل مشكلتي صح؟.. ولكن بعض الأطفال لا يستطيعوا حل مشكلتهم.. ربما يموتوا ربما ينتحروا.. ربما يفعلوا ما يدور براسهم لأنهم أطفال لا يعلمون بشيئ... لانهم لم يتعلموا ولم يدرسون ولا شيء.. يعني ماهو ذنبنا نحن... لست الوحيدة.. ربما كل الأطفال.. هنا أطفال كثيرين.. بعض الأطفال رموا بأنفسهم في البحر ماذا بعد !... ماهي البراءة هذه؟.. هذه ليست براءة.. صحيح اني هربت إلى عند عمي.. وكان غير موجود.اتصلت بعبد الجبار يأخذني.. وعبد الجبار اعطاني بنت وسافرت انا وهي إلى الحديدة.. وعمي عندما علم بالموضوع جاء الي... وكمان امي بلغت علينا الشرطة وعمري 11 سنة وتريد ان تزوجني.. يعني لايوجد حياة لايوجدتعليم لايوجدقوة لايوجدفي قلوبهم رحمة..ايش هذي التربية معاهم ! الموت ارحم لي اني اموت ولا ابقى.. انا أفضل ان أكون عند عمي ولا أكون عندهم.. يقتلوني يهددوني يقولو لي إذا رحتي عند عمك بنقتلكايش من تهديد يهددوا الأطفال... يرضيكم مثلي يزوجوني.. يرضيكم.. وكمان انا القتل عندي عادي.. ولا أعيش عندهم ولا أعيش عندهم. قتلوا احلامنا قتلوا كل شي فينا.. يعني ما ماذا بعد.. هذي ليست تربية.. هذي اجرام أجرام. خالتي عمرها ثلاث عشر سنة عاشت سنة مع زوجها وسكبت البترول على جسمها وماتت.. يعني يأخذ الحديد وكان يسكر وفيه مرض.. وفيه كل شيء.. يرضيكم يرضيكم اني اتزوج.يرضيكم ! يا امي اقنعي مني يا أهلي اقنعوا مني.. اني لا اريدكم.. خلاص دمرتواحلامي.. كلها دمرتوها..)

## وسائل الاعلام
اهتمت وسائل اليمنية والاجنبية بنشر قضية ندى الاهدل على اعتبار ان هذا الموضوع يمثل تجسيدا واقعيا لمشكلة زواج القاصرات في اليمن حيث نشرت بي بي سي قضيتها تحت عنوان «نداء فتاة على الإنترنت يسلط الضوء على محنة العرائس الصغيرات في اليمن»، كما ظهرت الفتاة لتشرح قضيتها في قنوات فرانس 24. قناة الجديد وقناة الميادين إضافة إلى العديد من التقارير الصحفية ولتكون ضمن أشهر 29 فتاة لعام 2013 حسب موقع "towardthestars". وتناول القصة في وسائل اعلام من مختلف جهات العالم.

## بيان منظمة السياج
وكما أثارت القضية الكثير من الاهتمام، أثارت في المقابل، الكثير من التساؤلات بشأن مدى صحة الرواية وإذا ما تعرضت بالفعل لضغوط من الأهل للزواج، فقد شككت منظمة «سياج» لحماية الطفولة بأن جانباً من قصة ندى قد تمت فبركتها.، واصدرت بذلك بيانا قالت فيه بان ندى لم تتعرض لمحاولة زواج فعلي وانما مجرد خطوبة «وان ثمة محاولة لاستغلال الطفلة «ندى» وذلك بتقديمها للرأي العام كضحية زواج مبكر من أجل الحصول على مكاسب مالية واستضافات خارجية» وطلبت من السلطات عدم ايداع البنت مع عمها.
من جهة أخرى نفى عبد السلام الاهدل (عم ندى) ان تكون القصة مفتعلة واتهم منظمة سياج بانها «تحاول اقناع العالم بعدم وجود مثل هذه الظاهرة في اليمن، متناسين انها تحدث كل لحظة، وتموت في اليمن 8 حالات يومياً اثناء الحمل أو الولادة، وتخشى تأثيرها في صياغة الدستور بمؤتمر الحوار الوطني الشامل ويعملون ليلا ونهارا من أجل إخفاء القضية وإخفاء ندى ونحن لا نستطيع أن نواجه لأن إمكانياتنا لا تسمح». وان هناك من يعمل من اجل طمس القضية واخفاءها، وان الامور وصلت إلى درجة التهديد بالتصفية، وهي نفس المنظمة التي حاولت ايضاً انكار قضية الطفله روان وماتت ليلة دخلتها بنزيف.

## الأعمال الأدبية والفنية
ألفت ندى كتاباً عن قصتها بعنوان (nada alahdal La rosée du matin) (French): وعرض فيه اعترافات والديها بمحاولة تزويجها، وموقفها ضد زواج القاصرات على خلفية ما حدث لخالتها التي اقدمت على الانتحار حرقاً بعد تزويجها بسنة، في عمر 11 سنه، واختها التي حاولت الانتحار حرقاً ايضاً، في عمر 12 سنه، الكتاب بالاشتراك مع المخرجة اليمنية خديجة السلامي، والتي تم نشرها في 12-03-2015 من قِبل دار النشر الفرنسية ميشل فون، ثم توفرت نسخة أخرى باللغة الهولندية على أمازون بعنوان (Jedenastoletnia zona) (Polish).
شاركت في الفلم السينمائي العالمي أنا نجود بنت العاشرة ومطلقة الذي فاز بالعديد من الجوائز العالمية ورشج لجائزة أوسكار، وكان دورها انقاذ نجود من الزواج وبيع الخاتم الذي بيدها لشراء ألعاب وممارسة حقوقها الطفولية.

## روابط خارجية
- «ندى».. طفلة انتصرت على الزواج المبكر (فيديو)
- Nada escapes child marriage نسخة محفوظة 19 أكتوبر 2017 على موقع واي باك مشين.
- From The MEMRI TV Archives: Child Marriage In The Arab & Muslim World
- 11 year old runs from home to escape marriage: "I'm not an item for sale."
- Nada al-Ahdal, 11-year-old Yemeni runaway, rejects child marriage in YouTube message gone viral (VIDEO)
- 11-year-old Yemeni girl opts for death over marriage
- 11yr old girl flees family over arranged marriage, speaks out online
- 11-Year-Old Yemeni Girl Fleeing Forced Marriage And Her Uncle In An Interview: Islamists Are Threatening Our Lives; Nada Is With The Yemen Women's Association
- Miss Nada Al-Ahdal - a new Malala in the Arab world
- 11-Year-Old Yemeni Girl Nada Al-Ahdal Flees Home to Avoid Forced Marriage: I'd Rather Kill Myself
- Nada Al-Ahdal Flees
- 11-Year-Old Yemeni Girl, Fleeing Forced Marriage, Says In Video, 'I'll Kill Myself'; MEMRI TV Clip Of Video Viewed Over 2 Million Times In Less Than 24 Hours
- Article In Lebanese Daily 'Al-Safir' About 11-Year-Old Yemeni Girl Nada Al-Ahdal: She Is The Conscience Of Our Society
- Niña de 11 años huye de su casa para no casarse
- UNA NIÑA YEMENÍ DE 11 AÑOS HUYE POR SER OBLIGADA A CASARSE CON UN HOMBRE DE 30 AÑOS: "CÁSENME Y ME SUICIDARÉ"
- Videos for: Nada Al Ahdal